# Ahmad Gero
Ahmad Gero, född 13 juli 1999, är en nigeriansk fotbollsspelare som spelar för Jammerbugt FC. Hans äldre bror, Alhaji Gero, är också en fotbollsspelare.

## Karriär
Gero gjorde 10 mål på 12 matcher för Ramcy Academy under 2017. I januari 2018 värvades Gero av Jönköpings Södra, där han skrev på ett tvåårskontrakt. Gero gjorde sin Superettan-debut den 27 augusti 2018 i en 4–2-vinst över Varbergs BoIS, där han blev inbytt på övertid mot Tommy Thelin.
I augusti 2019 värvades Gero av IK Oddevold, där han skrev på ett halvårskontrakt. Säsongen 2021 gick Gero till IFK Värnamo. I juli 2021 skrev han på för resten av säsongen med IFK Luleå.
2022 skrev han på för Jammerbugt FC